# Кюстрінер-Форланд
Кюстрінер-Форланд (нім. Küstriner Vorland) — громада в Німеччині, розташована в землі Бранденбург. Входить до складу району Меркіш-Одерланд. Складова частина об'єднання громад Гольцов.
Площа — 45,97 км2. Населення становить 2573 ос. (станом на 31 грудня 2020).